# Sant Serni de Nagol
Sant Serni de Nagol és una església romànica sota l'advocació de Sant Serni situada a Nagol, a la parròquia de Sant Julià de Lòria, al Principat d'Andorra, declarada Bé d'interès cultural.
L'església està formada per una nau rectangular, una coberta de fusta i un absis semicircular. Aquesta església va ser construïda al segle XI

## Arquitectura i història
L’església va ser edificada abans de l’any 1055, atès que l’acta de consagració del temple, trobada en una lipsanoteca a l’interior de l’altar, indica que va ser consagrat l’any 1055 pel bisbe d’Urgell Guillem Guifré. Aquesta acta és el document escrit més antic que es conserva als arxius nacionals d’Andorra.
La nau és de planta rectangular i absis semicircular, té un campanar d’espadanya i un porxo i està orientada cap a l’est. Els murs es van aixecar amb pedres de mida mitjana i petita, disposades més o menys en filades i parcialment arrebossades. Els carreus que es van fer servir per construir l’església testimonien la primitivitat de l’edifici, perquè són blocs de pedra tallats de forma irregular i es van disposar intentant crear fileres.
En canvi, a l’absis, a diferència de la resta del temple, trobem blocs de llicorella units amb argamassa a base de calç, la qual cosa fa que es vegi un aparell més ordenat a base de filades. L’absis és de planta semicircular i sobresurt del mur est de la nau. A les parets de l’absis podem observar dos obertures de mides similars, en forma de doble esqueixada i coronades amb un arc de mig punt.
La coberta de la nau és a dos aigües. Originalment, la coberta tenia una estructura de volta de canó però, actualment, és de bigues de fusta vista amb encavallades. La porta, amb un arc de mig punt, s’obre a la façana sud. La porta d’accés és de dimensions reduïdes i no podem observar els elements que la formaven perquè està arrebossada.
Entre la porta i l’absis hi ha una obertura quadrada que permet la il·luminació del temple. En el mateix mur sud també podem observar una pica beneitera de granit, encastada al mur. També hi ha un pòrtic d’època incerta, probablement posterior al temple. A la façana sud hi ha un porxo amb una coberta a una aigua, que s’hi va afegir posteriorment.
A la façana orientada a l’oest s’obren dos obertures, una de doble esqueixada acabada amb un arc de mig punt, i per sobre d’aquesta una altra obertura en forma de creu, l’únic element decoratiu de l’església. Per sobre d’aquesta façana s’alça el campanar d’espadanya, compost per dos obertures per allotjar-hi les campanes. Les obertures són amb arcs de mig punt i tot el conjunt es troba cobert amb una teulada de doble vessant.
En una fase posterior, d’època indeterminada, s’hauria aixecat el porxo. Possiblement, durant l’època barroca (segles xvii-xviii), a l’absis, la nau i el porxo s’hi hauria fet una important reforma i probablement s’hauria delimitat l’espai funerari actual.
Tant l'església com els retaules van ser restaurats l’any 1979 dirigit per Pere Canturri. Durant aquesta restauració, l’ara de l’altar va ser aixecada i algú es va trobar en una cavitat, una lipsanoteca de fusta i el pergamí de l’acta de consagració.

## L'interior de l'església

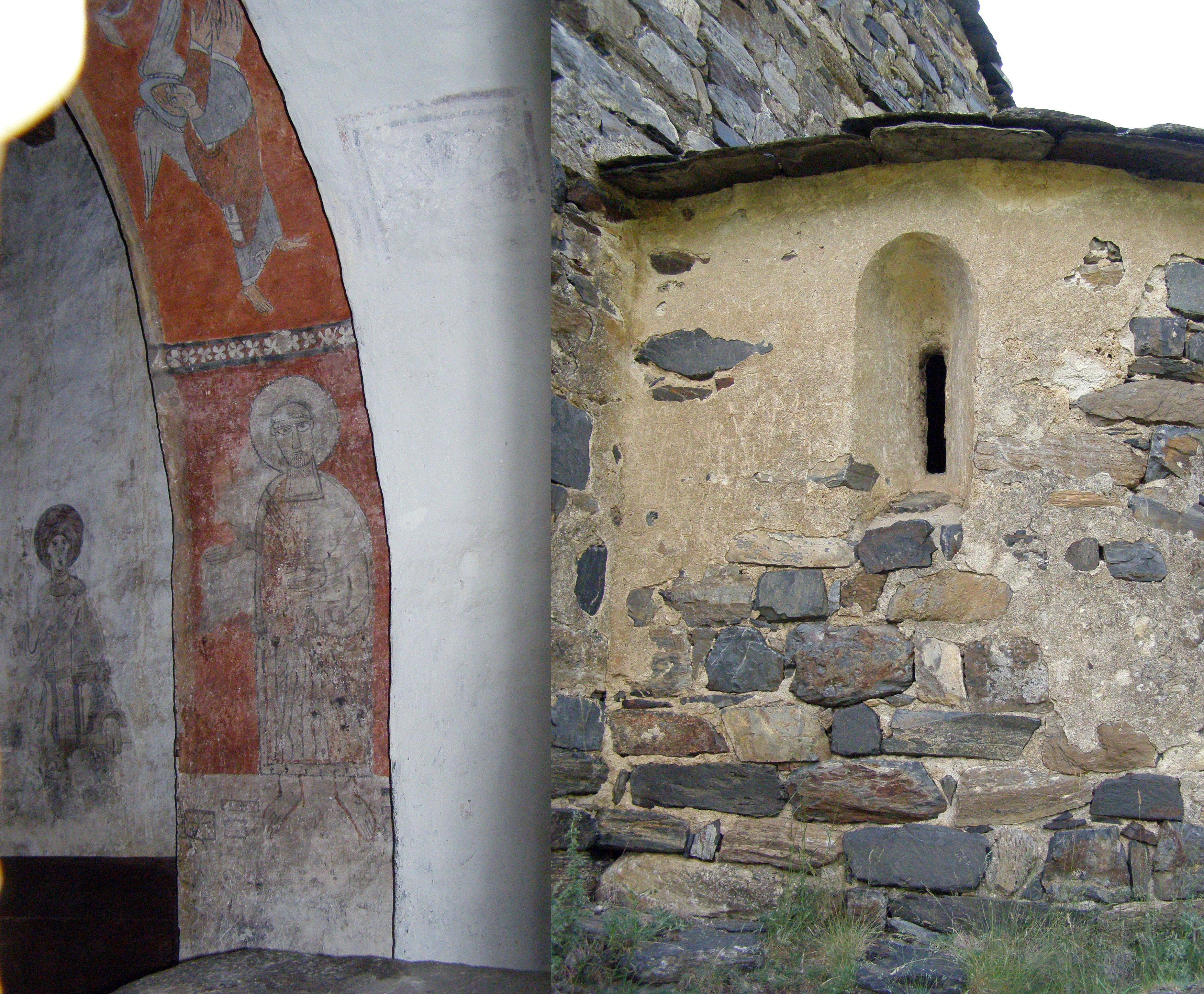
Composició de dues fotografies mostrant un detall de les pintures interiors i l'absis

A l’interior de l’església, una bona part de la nau està arrebossada i no es conserva cap dels successius paviments. L’absis, en un nivell lleugerament superior respecte del terra de la nau, està cobert amb una volta de quart d’esfera i conserva l’altar original i part de la decoració romànica (segles xii-xiii), en què apareixen representats diversos sants o àngels adorant l’anyell de Déu i la figura d’una au. L’altar que es conserva és l’original.
L’any 1976 es van descobrir les pintures de l’església, que es trobaven sota d’una capa d’emblanquinament, i no queda clar en quin moment es van fer. Primer es va considerar que el conjunt era del segle xi, just després de la construcció de l’església, pel seu primitivisme. Ara bé, les últimes hipòtesis tendeixen a situar-lo a l’època romànica, com la resta de pintures trobades a Andorra. El programa iconogràfic de Sant Serni de Nagol és posterior a la construcció de l’església.

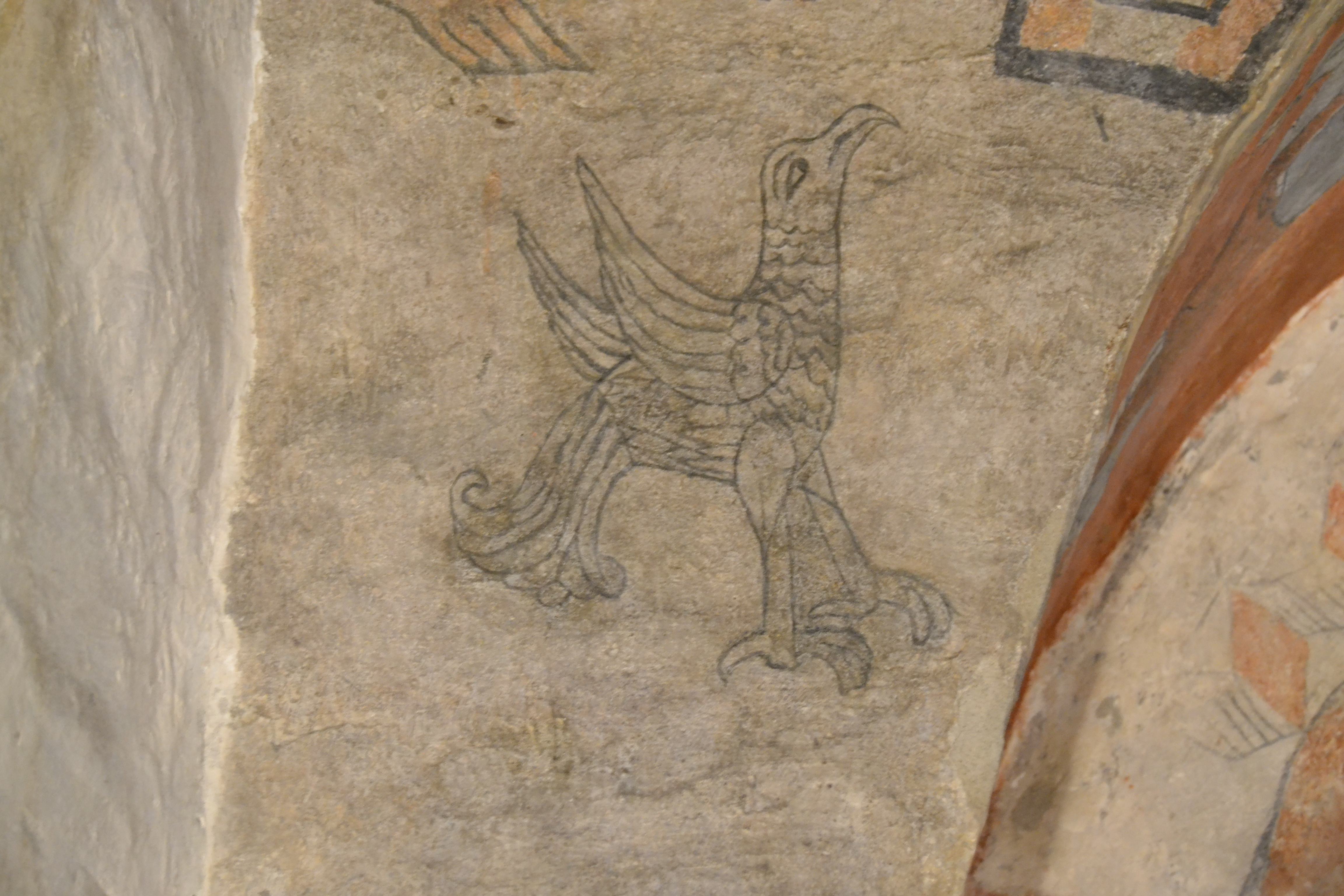
Pintures murals de Sant Serni de Nagol (au)

Avui en dia només es conserven fragments pictòrics situats a la zona de l’absis, tot i que sembla lògic pensar que la pintura podia ocupar part de la nau perquè hi ha una figura aïllada al mur de tramuntana. Tot el conjunt iconogràfic està presidit per l’Agnus Dei dins d’un medalló, que se situa al centre d’una sanefa decorada amb dents de serra. La interpretació del programa iconogràfic és difícil i hi ha moltes hipòtesis, perquè presenta elements de forma aïllada i no s’hi ha trobat cap inscripció, però queda clar que està dedicat al culte dels àngels.
A dins també hi ha un parell de pilars, avui en dia sense funció i on, segurament, en una altra època van reposar els arcs torals que suportaven la volta de canó que cobria la nau, actualment cobert amb un entramat de fusta.

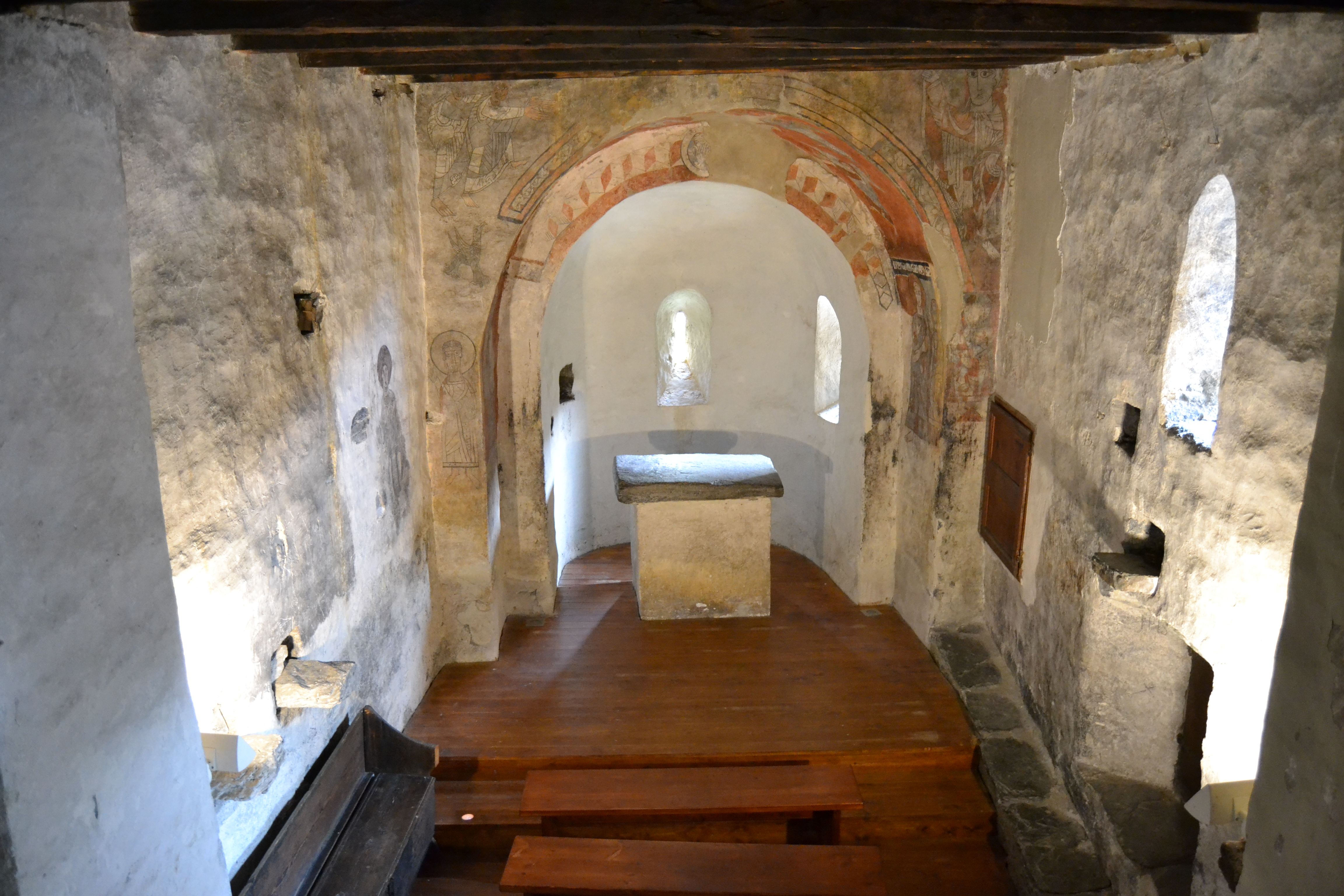
Interior de Sant Serni de Nagol

Als peus de la nau destaquen unes escales, els primers graons fets amb pedra, que condueixen al cor, d’època recent.
Durant molt de temps es va mantenir el terra original de l’església, que era la penya i que feia que el recinte fos irregular i amb desnivell. Actualment, però, el terra és una tarima de fusta. La nau encara conserva una bona part del mobiliari i el cor de fusta d’època barroca (segles xvii-xviii).
A l’altre extrem de l’església, sota el cor, es conserva el retaule de Sant Serni de Nagol, dedicat a sant Serni de Tolosa, amb l’escena de la crucifixió a sobre. El retaule està datat del segle xvi i és de tradició gòtica. La tècnica és la pintura sobre taula i es compon de dos cossos i tres carrers.
Cal fer menció d’una creu espinosa, que és una creu processional feta amb fusta i policromada de color verd, amb un espai destinat a encabir-hi relíquies. És una peça romànica, única per les seves característiques a tot Andorra, i que es pot veure al museu Espai Columba.